# Верхньосиньовидненська селищна рада
Верхньосиньовидненська селищна рада — орган місцевого самоврядування у Сколівському районі Львівської області. Адміністративний центр — селище міського типу Верхнє Синьовидне.

## Загальні відомості
Верхньосиньовидненська селищна рада утворена в 1939 році. Територією ради протікають річки Опір, Стрий.

## Населені пункти
Селищній раді підпорядковані населені пункти:
- смт Верхнє Синьовидне
- с. Дубина
- с. Межиброди

## Склад ради
Рада складається з 20 депутатів та голови.

### Керівний склад попередніх скликань
| ПІБ                       | Основні відомості                                                                                               | Дата обрання | Дата звільнення |
| ------------------------- | --- | ------------ | --------------- |
| Карпінець Юрій Андрійович | Селищний голова, 1955 року народження, освіта середня спеціальна, член Всеукраїнського об'єднання «Батьківщина» | 26.03.2006   | 31.10.2010      |
| Карпінець Юрій Андрійович | Селищний голова, 1955 року народження, освіта середня спеціальна, член Всеукраїнського об'єднання «Батьківщина» | 31.10.2010   |                 |

Примітка: таблиця складена за даними джерела